# Maxime Biset
Pour les articles homonymes, voir Biset.
Maxime Biset est un footballeur belge, né le 26 mars 1986 à Anvers en Belgique. Il évoluait actuellement comme milieu de terrain ou plus particulièrement comme défenseur central.
Il fait actuellement partie du Staff du Royal Antwerp FC.

## Carrière professionnelle
Maxime Biset commence sa carrière au FC Malines. Il découvre la 1re division belge avec ce club lors de la saison 2007-2008.
En 2009, il atteint avec son club formateur la finale de la Coupe de Belgique.
Après 10 années passées au club, il rejoint Royal Antwerp FC.
En 2017, il rejoint le KVC Westerlo.

## Carrière d'entraîneur
Mi juin 2016, Il intègre le Staff du Royal Antwerp FC.